# 318
318，是介於317和319之間的一個合數。

## 數學性質
- 合數，正因數有1、2、3、6、53、106、159和318。
質因數分解為{\displaystyle 2\times 3\times 53}。
- 第74個過剩數，真因數和為330，盈度為12。前一個為312、下一個為320。
  - 第75個半完全數，和為本身的其中一組因數為53、 106、 159。前一個為312、下一個為320。
- 不尋常數，大於平方根的質因數為53。
- 第30個佩服數，相減後為本身的因數為6。前一個為308、下一個為354。
- 無平方數因數的數。
- 第34個楔形數。前一個為310、下一個為322。
- 十进制的奢侈數。
- 第54個非歐拉商數（OEIS數列A005277）
- 318滿足式子:n#[1]÷2-1024為質數 的條件（OEIS數列A139456）
- 第30個佩服數(Admirable numbers)（OEIS數列A111592）
- 協調序列六角晶格（OEIS數列A008458）
- 318是 三角多項式係數（OEIS數列A056588）
- 318滿足式子 {\displaystyle {\frac {n(3n+17)}{2}}}（OEIS數列A139456）

## 歷史事件
- 318是中華民國首次政黨輪替發生日(2000年3月18日)。
- 318青年佔領立法院是臺灣自2014年3月18日起發生的一起政治運動事件。

## 天文領域
- NGC 318是雙魚座的一個星系。
- 木星的質量是地球的318倍
- STS-80太空梭任務的近地點為318公里
- 3C 318（英语：List_of_galaxies#Farthest galaxies）是一個射電星系，發現於 1974年。在當時，這是最偏遠的類星體 OQ172，在z=3.53。[2]

## 交通領域
- 318國道
- 東京都道318號環狀七號線
- TGV 001在12月8日的試驗中，列車最高時速達318公里，至今仍為燃氣輪列車的世界紀錄。

## 其他領域
- 318年
- 前318年
- 一年中的第318天是11月14日
- 318是亞伯拉罕的私人軍隊根據成因14:14的人數，傳統的人數325是在第一屆尼西亞理事會信條制定的。.[3]
- 神奇寶貝 火紅、葉綠日本()銷售量 約318萬套
- 浦姓是在《百家姓》中排第318位的中文姓氏，在現代是極罕見的姓氏。
- 《宮女》是西班牙黃金時代畫家委拉斯開茲在1656年的一幅畫作，尺寸為318 × 276公厘
- 塞席爾貓頭鷹由於保育工作的推行，於2002年估計它們的數量回升至318隻，分佈在面積約33平方公里的地方。